# Під ігом (фільм, 1990)
«Під ігом» (болг. Под игото) — болгарсько-угорський 9-серійний телевізійний художній фільм (драма) 1990 року, сценарист і режисер Янко Янков. Після смерті Янка Янкова фільм завершила його дружина Ніна Янкова. Оператор – Цветан Чобанскі. Музику до фільму написав Георгій Генков.
За мотивами повісті «Під ігом» та творів «Дзяди», «Хаджі Ахіл», «Недавно» та «Епопея забутих» Івана Вазова.

## Серії
- 1 частина – «Продовження ночі» – 60 хв
- 2 частина  – «Тривога» – 60 хв
- 3 частина  – «Могила говорить» – 58 хв
- 4 частина – «Презентація» – 60 хв
- 5 частина  – «Місія стає болючою» – 59 хв
- 6 частина  – «Бог високо, цар далекий» – 60 хв
- 7 частина  – «Пияцтво нації» – 61 хв
- 8 частина - "Впала Стремська долина" - 58 хв
- 9 частина – «Історія невоскреслого міста» – 60 хв[1].